# Uwe Friesel
Uwe Friesel (* 10. Februar 1939 in Braunschweig), anagrammatisches Pseudonym Urs Wiefele, ist ein deutscher Schriftsteller.

## Leben
Uwe Friesel ist der Sohn eines Polizeibeamten. Von 1952 bis 1960 besuchte er das Bismarck-Gymnasium in Hannover. 1956/57 ermöglichte ihm ein Stipendium einen Aufenthalt in den USA, wo er in San Francisco Schüler an einer Highschool war. Von 1961 bis 1965 studierte er Germanistik, Anglistik und Philosophie an der Universität Hamburg, brach dieses Studium jedoch ohne Abschluss ab. 1965 war er Lektor im Hamburger Claassen-Verlag, 1967/68 Hörspieldramaturg beim Norddeutschen Rundfunk, 1970 Chefdramaturg an der Freien Volksbühne in Berlin und 1971 Mitarbeiter des Berliner Grips-Theaters. Von 1972 bis 1978 wirkte er – gemeinsam mit Richard Hey, Hannelies Taschau und Uwe Timm – als Herausgeber der AutorenEdition im Bertelsmann-Verlag.
Seit 1979 ist er freier Schriftsteller. Im September 1989 wurde er zum Vorsitzenden des Verbandes Deutscher Schriftsteller gewählt. Er hatte dieses Amt bis 1994 inne. Friesel war während dieser Zeit sowohl mit einer Austrittswelle aus dem VS nach dessen kurz zuvor erfolgtem Anschluss an die IG Medien konfrontiert als auch mit der Problematik des Beitritts der politisch belasteten Mitglieder des Schriftstellerverbandes der DDR zum gesamtdeutschen VS ab 1990. Friesel ist Mitbegründer der beiden internationalen UNESCO-Literaturzentren in Visby Baltic Center 1993 und Rhodos IWTCR 1996. 2011 gründete er gemeinsam mit fünf Kolleginnen und Kollegen den Verlag Expeditionen.
Nach Jahren in Italien und Schweden lebt er heute in Buxtehude. Sein Sohn Jan aus erster Ehe mit der Illustratorin und Kinderbuchautorin Ursula Kirchberg, porträtiert in dem Jugendbuch Jeden Tag Spaghetti – Zelten mit Vater (1989), ist IT-Ingenieur in Hamburg.
Uwe Friesel gehört dem PEN-Zentrum Deutschland an.

## Leistungen
Uwe Friesel ist Verfasser von Romanen, Kinder- und Jugendbüchern sowie Hörspielen. Seit den 1980er Jahren ist er vor allem mit gesellschaftskritischen Kriminalromanen hervorgetreten. Daneben hat er eine Reihe von Werken aus dem Englischen übersetzt.

## Auszeichnungen und Ehrungen
- 1968 Villa-Massimo-Stipendium
- 1972 Berlin-Stipendium des Literarischen Colloquiums am Wannsee
- 1980 Stadtteilschreiber von Hamburg-Eppendorf
- 1983 Arbeitsstipendium des Deutschen Literaturfonds Darmstadt
- 1986 Nicolas-Born-Preis (Großes Künstlerstipendium des Landes Niedersachsen)
- 1996 Künstlerhof Schreyahn, Wendland

## Werke
- Mit Heinz Kiessling: Linien in die Zeit. Hannover 1963.
- Sonnenflecke. Hamburg 1965.
- Mit Józef Wilkoń: Der kleine Herr Timm und die Zauberflöte Tirlili. Köln 1970.
- Mit Walter Grab: Noch ist Deutschland nicht verloren. München 1970.
- Mit Volker Ludwig: Die Geschichte von Trummi kaputt. Reinbek bei Hamburg 1973.
- Die Christusbringer. Frankfurt am Main 1974.
- Am falschen Ort. AutorenEdition, München 1978 (jetzt bei JMB), ISBN 978-3-940970-52-7.
- Die Liebe liegt tiefer, irgendwo. Hamburg 1980.
- Jeden Tag Spaghetti. Reinbek bei Hamburg 1983.
- Lauenburg Connection. München 1983.
- Sein erster freier Fall. München 1983, (neu bei JMB 2013, ISBN 978-3-940970-53-4)
- Aufrecht flußabwärts. München 1984.
- Spiegelverkehrt. München 1984.
- Das Ewige an Rom oder Vergebliche Versuche, in Berlin zu landen. Postskriptum, Hannover 1985 (jetzt bei JMB), ISBN 978-3-940970-50-3.
- Im Schatten des Löwen. Bertelsmann, München 1987  (jetzt bei JMB), ISBN 978-3-940970-51-0.
- Das gelbe Gift. München 1988.
- einst@jetzt. Revonnah, Hannover 2001. ISBN 3-934818-36-6.
- Blut für Eisen. Nymphenburger, München 2005. ISBN 3-485-01040-5.
- Der Zirkus der Tiere. Gerstenberg, Hildesheim 2006 (jetzt bei JMB), ISBN 978-3-940970-54-1
- Mit Richard Hey: Goldaugenmusik. Leda, Leer 2008, ISBN 978-3-934927-74-2.
- Die Muskeltiere. JMB, Hannover 2011, ISBN 978-3-940970-55-8.
- Zwischen allen Stühlen oder Soll man in Krähwinkel stets das Maul halten? JMB, Hannover 2015, ISBN 978-3-944342-75-7
- Irgendwie ging alles sehr schnell. Expeditionen Verlag 2019, ISBN 978-3-947911-14-1
- Schlemihls Erzählungen. Expeditionen Verlag 2021 ISBN 978-3-947911-56-1
- Blankenhorn und andere Stories. Expeditionen Verlag 2022, ISBN 978-3-947911-56-1
- Was erkennst Du noch wieder / im Badezimmerspiegel / jeden Morgen? Gedichte. Expeditionen Verlag 2023, ISBN 978-3-947911-77-6

### Herausgeberschaft
- Mit Uwe Timm: Freizeit. München 1973.
- Letters from Terra. Reinbek bei Hamburg 1977.
- Mit Hannelies Taschau: Kindheitsgeschichten. Königstein/Taunus 1979.
- Das Syndikat. München 1991.
- Schreiben aus dem Labyrinth. Göttingen 1995.
- Two realities simultaneously. Stockholm 2000.

### Übersetzungen
- Richard Adams: Das Mädchen auf der Schaukel. München 1981.
- A. L. Barker: Schwarzfahrt und danach. Hamburg 1966.
- Fredric Brown: Maicki Astromaus. Köln 1970.
- Bernadette Devlin: Irland: Religionskrieg oder Klassenkampf?. Reinbek bei Hamburg 1969.
- Clement Freud: Grimpel. Hamburg 1970 (gemeinsam mit Carola Mendler).
- Richard Hughes: Gertrude und das Meermädchen. Köln 1971 (gemeinsam mit Dörthe Marggraf).
- Ben Jonson: Volpone. Frankfurt am Main 1978.
- Edward Lear: Die Geschichte der sieben Familien vom Pippel-Poppel-See. München 1973.
- Vladimir Nabokov: Ada oder Das Verlangen. Reinbek bei Hamburg 1974 (gemeinsam mit Marianne Therstappen).
- Vladimir Nabokov: Fahles Feuer. Reinbek bei Hamburg 1968.
- Vladimir Nabokov: Sieh doch die Harlekins! Reinbek bei Hamburg 1979.
- Gregor von Rezzori: Ein Fremder im Lolitaland. Hildesheim 1993.
- Stephen Schneck: Der Nachtportier oder dessen völlig wahre Beichte. Reinbek bei Hamburg 1966.
- John Updike: Die Hexen von Eastwick. Reinbek bei Hamburg 1985 (gemeinsam mit Maria Carlsson und Monica Michieli).
- John Updike: Spring doch!. Reinbek bei Hamburg 1990.
- John Updike: Der verwaiste Swimmingpool. Reinbek bei Hamburg 1987.
- Tom Wolfe: Radical Chic und Mau Mau bei der Wohlfahrtsbehörde. Reinbek bei Hamburg 1972 (gemeinsam mit Mark W. Rien).